# SPGroup
SPGroup a.s. je česká holdingová společnost vlastněná bývalým předsedou představenstva Podnikatelské banky Pavlem Sehnalem.

## Dceřiné společnosti
- Aquapalace, a.s. - vlastní akvapark a hotel Aquapalace Praha[2]
- Burzovní společnost pro kapitálový trh, a.s.
- PVA a.s. - spolumajitelem je Hlavní město Praha, pronajímá si od Výzkumného a zkušebního leteckého ústavu pozemky v Praze-Letňanech[4]
- Slavia pojišťovna a.s.